# August Rush
August Rush is een voor een  Academy Award genomineerde dramafilm uit 2007 geregisseerd door Kirsten Sheridan, geschreven door Paul Castro, Nick Castle en James V. Hart en geproduceerd door Richard Barton Lewis. Het wordt ook wel een moderne hervertelling van het verhaal van Oliver Twist van Charles Dickens genoemd.

## Verhaal
De charismatische Ierse zanger Louis (Jonathan Rhys Meyers) en de mooie jonge celliste Lyla (Keri Russell) ontmoeten elkaar bij toeval in New York, maar worden na een magische nacht van elkaar weggerukt. Kort erna bevalt Lyla van een zoontje, maar door toedoen van Lyla's vader wordt de jongen in een weeshuis geplaatst, zonder medeweten van Lyla die denkt dat haar zoontje gestorven is bij de geboorte. Twaalf jaar later gaat August (Freddie Highmore) op zoek naar zijn ouders, gebruikmakend van zijn talent om muziek te maken.

## Rolverdeling
- Freddie Highmore - Evan Taylor / August Rush
- Keri Russell - Lyla Novacek
- Jonathan Rhys Meyers - Louis Connelly
- Robin Williams - Maxwell "Wizard" Wallace
- Terrence Howard - Counselor Richard Jeffries
- William Sadler - Thomas Novacek
- Jamia Simone Nash - Hope
- Kaki King - Evan Taylors handen (gitaarshots)
- Leon G. Thomas III - Arthur

## Productie
In maart 2003 werd aangekondigd dat Nick Castle was ingehuurd om August Rush te schrijven naar een idee van producer Richard B. Lewis en scenarioschrijver Paul Castro voor Ovation Entertainment. In september 2004 werd Kirsten Sheridan aangekondigd als regisseur, die ook een herschrijving van het script zou verzorgen.

## Toneelbewerking
Een musicaltheaterbewerking van August Rush ging op 3 mei 2019 in première in het Paramount Theatre in Aurora, Illinois. Het boek werd geschreven door Glen Berger, de muziek werd gecomponeerd door Mark Mancina en de teksten werden geschreven door zowel Berger als Mancina. Het toneelstuk werd geregisseerd door John Doyle.